# Авария на Княжевския лифт
Аварията на Княжевския лифт е тежка авария, станала на 6 септември 1962 година на Княжевския лифт в София.
В нея една от кабинките на лифта не спира на станцията на „Копитото“, спуска се с голяма скорост надолу по линията и на 40 метра под станцията блъска друга кабинка, след което се откъсва от линията и пада от височина 15 метра. При инцидента загиват 6 души (сред които деца на 6, 10 и 12 години), трима са тежко ранени, а едно дете получава леки наранявания.
Причина за аварията е неправилно прикачване на кабинката към въжената линия, която е открита едва няколко седмици по-рано. При последвалото разследване се установяват и множество други нарушения на правилата за експлоатация на лифта. Установено е, че представителят на австрийския доставчик на линията, който трябва да остане в София два месеца след нейното пускане, за да проследи нейната правилна експлоатация, е освободен предсрочно от общината, за да се спести заплащането му.